# Saliva (singolo)
Saliva è un singolo della cantautrice italiana Vale LP, in collaborazione con il cantautore italiano Tripolare, pubblicato il 21 aprile 2023 come quarto estratto dal secondo EP E sono felice.

## Descrizione
Il brano è scritto da entrambi gli artisti con Enrico Dadone, in arte Cali Low, il quale ha anche curato la produzione con Matilde Ferrari, in arte Plastica.

## Video musicale
Il video musicale, diretto da Nicolò Bassetto, è stato pubblicato in concomitanza all'uscita del brano attraverso il canale YouTube della cantautrice.

## Tracce
Testi e musiche di Valentina Sanseverino, Enrico Dadone e Gabriele Centurione.
1. Saliva (feat. Tripolare) – 3:00